# NO TAV
 (juillet 2011).
Si vous disposez d'ouvrages ou d'articles de référence ou si vous connaissez des sites web de qualité traitant du thème abordé ici, merci de compléter l'article en donnant les références utiles à sa vérifiabilité et en les liant à la section « Notes et références ».
Pour les articles homonymes, voir Tav (homonymie).
Pour un article plus général, voir Liaison ferroviaire transalpine Lyon - Turin.
NO TAV est un mouvement populaire de la vallée de Suse de protestation contre le projet de construction de la nouvelle ligne à moyenne vitesse (220 km/h) Lyon-Turin (d'après TAV : treno ad alta velocità, train à grande vitesse en italien). Cette ligne est un élément du Projet Prioritaire nº 6 du réseau transeuropéen de transport, qui devrait relier Lyon à la frontière ukrainienne ; elle n'est pas classée comme « ligne à grande vitesse » par la Commission européenne.
Des mouvements de contestation analogues sont apparus au début des années 1990 entre Florence, Bologne et Rome et, à la suite des contestations dans la vallée de Suse, tous les mouvements NO TAV nationaux ont bénéficié d'une fenêtre médiatique pour exposer leurs revendications.

## Histoire du mouvement NO TAV
Au milieu des années 1990, le mouvement NO TAV pour ce tronçon est né spontanément, à la suite des premières réunions publiques sur le projet.
Il y a eu de nombreuses manifestations contre le TAV, les plus importantes le 31 mai 2003 avec une marche de Borgone Susa à Bussolin et le 4 juin 2005 avec une marche de Suse à Vénaux, rassemblant des dizaines de milliers de participants. Le soir du 5 novembre 2005 a été organisée une retraite aux flambeaux de Suse à Monpantier avec environ 15 000 participants. Le 16 novembre il y eut encore une marche de Bussolin à Suse avec environ 50 000 participants.
Des occupations permanentes des lieux ont été organisées à Bruzolo et Borgone Susa, là où devaient commencer les premiers sondages en 2005 selon un premier projet publié en 2003, ainsi qu’à Vénaux où devrait commencer la galerie de reconnaissance géologique (devant devenir par la suite une galerie de service) du tunnel de base.
Au début du mois de novembre 2005, une foreuse est installée dans le territoire de Monpantier. Pour l'expropriation des terrains, il faut l'intervention des forces de l'ordre, à cause de la ferme opposition des membres du mouvement NO TAV, des maires et des citoyens. Il y a des moments de forte tension entre manifestants et forces de l'ordre, qui ont conduit à des plaintes contre certaines personnes. Les forces de l'ordre ont ensuite installé des barrages dans toute la commune de Monpantier que seuls les résidents, après vérification d'identité, pouvaient franchir ; la tension était telle et le projet avait de telles contradictions techniques que le gouvernement décida de bloquer le chantier et de mieux étudier le tracé de la ligne, notamment autour de Turin (qui, de façon surprenante, était ignorée par la nouvelle ligne) et dans la basse vallée de Suse.
Le gouvernement italien en 2006 a donc créé une commission d'étude appelée « Osservatorio » (observatoire) pour vérifier le projet de 2003 : les études accomplies ont été publiées entre 2007 et 2009 dans sept cahiers appelés « Quaderni dell'Osservatorio » avec texte en italien et en français. Un dernier « Quaderno » consacré à l'analyse coût-bénéfice de la nouvelle ligne été publié en 2012, mais a été contesté très durement par des techniciens et experts, qui ont relevé plusieurs incohérences et aussi un manque de fondement scientifique pour des chiffres et des coefficients utilisés dans le calcul, qui de toute façon aurait pour résultat un « bénéfice » minime.

### La contestation des NO TAV Val di Susa

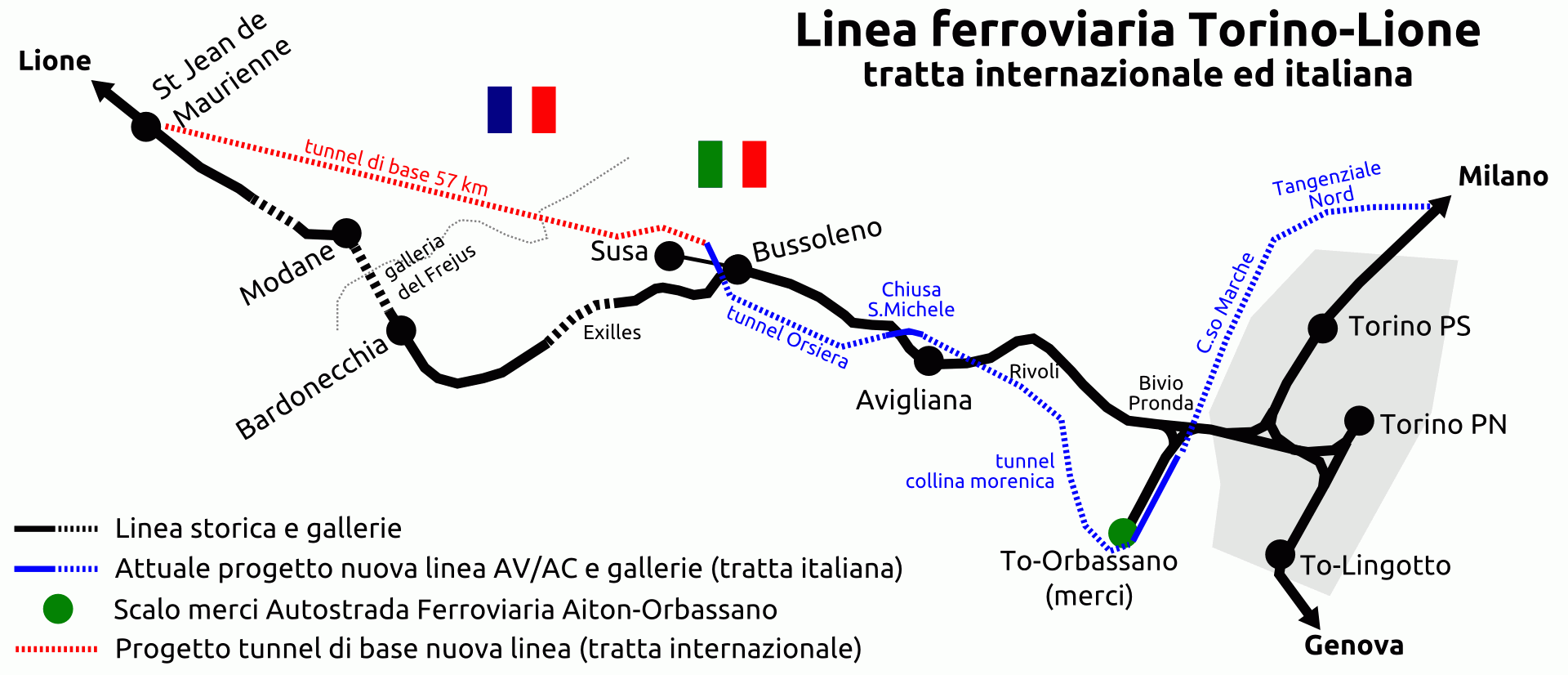
Carte du projet de liaison ferroviaire transalpine Lyon - Turin dans le val de Suse et le Piémont.

Différentes raisons expliquent ces contestations :
- Le trafic fret routier et ferroviaire entre France et Italie sur le couloir alpin, exprimé en poids, est stable ou en diminution depuis 15-20 ans et ne justifie pas économiquement la construction d'une nouvelle ligne, surtout pas avec les caractéristiques techniques prévues par LTF.
- La ligne existante a été réaménagée au cours des dernières années (sur le côté italien et dans le tunnel du Fréjus), mais le trafic fret a représenté en 2010 moins de 30 % du potentiel de la ligne (transport fret de seulement 3,9 millions de tonnes en 2010, contre une capacité selon LTF de 20 millions de tonnes pour la ligne existante et de 40 millions de tonnes pour la nouvelle).
- Compte tenu de la durée des travaux (estimée à au moins 12 ans), on peut prévoir le transit par les routes de la vallée d'un grand nombre de poids lourds nécessaires pour le transport d'environ 16 millions de m³ de matériaux extraits pour le creusement du tunnel.
- Plusieurs études géologiques (des années 1960 jusqu'à aujourd'hui) documentent la présence d'uranium et d'amiante dans les montagnes du Val de Suse et du massif d'Ambin, qui devraient être traversées par des tunnels. Les opposants au TGV Lyon-Turin craignent qu'à l'occasion des travaux et de l'évacuation des déblais, ces minéraux puissent se répandre dans l'environnement, même dans des conditions atmosphériques ordinaires, jusqu'à la banlieue de Turin. Ce point est toutefois très controversé : certains s'opposent même aux carottages nécessaires à l'étude des caractéristiques géologiques des couches traversées, arguant que l'amiante par inhalation est dangereux sans seuil minimum (une seule fibre inhalée peut provoquer un mésothéliome).
- Il faudrait amortir sur de nombreuses années les dettes nées de la nouvelle ligne (les coûts dépasseraient les bénéfices possibles pendant de nombreuses années). Cette argumentation a été confirmée par la Cour des comptes française en 2012 dans le rapport « Situation et perspectives des finances publiques 2012 »[2].
- Risque de graves problèmes hydrauliques à cause des excavations, déjà rencontrés pour les tunnels (beaucoup plus petits) de la ligne à grande vitesse Florence-Bologne dans le centre de l'Italie.
- La construction d'une nouvelle ligne électrique (beaucoup plus importante que celle existante, qui avait déjà dans le passé été la cause d'un certain mécontentement de la population du Val de Suse) s’intégrerait mal dans la région traversée dans laquelle se trouve aussi un château, sans parler des problèmes d'ordre géologique.
- Problèmes concernant les nuisances acoustiques déjà rencontrées pour la ligne à grande vitesse du centre de l'Italie, aggravées du fait de la configuration locale (une vallée entourée de hautes montagnes).
- Les tunnels projetés auront des dizaines de kilomètres de long et en cas d'accidents ou de problèmes techniques, il est probable, vu ce qui s'est produit dans les autres tunnels alpins, que se produiront des situations d'urgence particulièrement difficiles à gérer.
- L'entretien des lignes actuelles par les chemins de fer italiens laisse à désirer ; il est donc à craindre qu'il en sera de même pour la ligne à grande vitesse. Pour cette raison, les NO TAV réclament, au lieu de la construction d'une nouvelle ligne, l'entretien et l'amélioration de la ligne existante.

### Manifestations dans le Val de Suse
Pour empêcher la réalisation des carottages, des milliers de personnes (principalement des habitants des lieux, mais aussi des personnes originaires d'autres régions) ont occupé les chantiers. Pour permettre l’avancement des travaux, les autorités ont envoyé la police en tenue anti-émeute (bouclier et matraque) pour disperser les manifestants pendant la nuit du 6 décembre.
Des milliers de personnes se sont jointes à la manifestation et ont reconstitué le piquet d’occupation, occupant à nouveau les chantiers le 8 décembre. La préfecture de police a préféré ne pas envoyer la police et enlever quelques barrages.
Le ministre Lunardi a commenté les accusations des manifestants ainsi : « qu'ils disent et qu'ils fassent ce qu'ils veulent, la TAV se fera ».
Selon le ministère de l'Intérieur, se sont infiltrés dans ce mouvement quelque 1000 « antagonistes » violents, dans le seul but de déstabiliser la situation. À l’appui de cette thèse, il y a l’attaque dont a été victime dans un train le député européen de la Ligue du Nord, Mario Borghezio, frappé le 17 décembre 2005 — ainsi que deux policiers — par des dizaines  de  « no-global » qui menaçaient de le jeter du train en marche.
Le ministre de l’intérieur, Pisanu, s’est par la suite excusé officiellement auprès des « citoyens pacifiques du Val de Suse qui ont subi des dommages physiques lors du dégagement du chantier de Vénaux ».
En 2013, l'auteur Erri De Luca, solidaire du mouvement, est accusé d'incitation au sabotage par la société Lyon Turin Ferroviaire L.T.F. S.A.S.. Le procès, ouvert à Turin le 28 janvier 2015, est reporté au 16 mars. Le parquet demande 8 mois de prison ferme. Le verdict est prononcé le 19 octobre 2015 : l'écrivain est relaxé .

## Après l’attaque-éclair de Vénaux
Aussitôt après l’intervention de la police à Vénaux, des manifestations dans toute l'Italie, et notamment dans les gares, ont été organisées contre la décision du gouvernement. En raison des tensions, provoquées par cette attaque-éclair, entre les habitants du Val de Susa et le gouvernement, la magistrature a mis sous séquestre les chantiers de Vénaux, abandonnés aussitôt après cette décision par les occupants ainsi que par l’entreprise chargée des travaux d’excavation. Parallèlement, le gouvernement a rouvert la table des négociations avec les maires des communes concernées.

## Contestations pour les Jeux olympiques d'hiver - Turin 2006
À l’approche de la flamme olympique, le mouvement NO TAV se fait plus présent le long du parcours piémontais du tédophore (le porteur de la torche), tentant symboliquement d’éteindre la flamme olympique. Le parcours initial devait traverser tout le Val de Suse, mais la flamme a été détournée sans atteindre Avigliana, les forces de l'ordre n’étant pas en mesure de garantir la sécurité des porteurs de la flamme. Les manifestants NO TAV, alliés aux jeunes des centres sociaux et aux anarchistes, ont été critiqués par des habitants du Val de Suse même[réf. nécessaire] ainsi que par la plupart des partis politiques, à l'exception de Refondation communiste, Comunisti Italiani et des Verdi, qui soutiennent le mouvement.

## Quelques arguments des pro Lyon–Turin Fret
- Capacité de la ligne historique

Les premiers tronçons de la ligne historique ont été inaugurés en 1856, le tunnel du Mont-Cenis en 1871. La capacité de cette ligne est actuellement de 20 millions de tonnes, mais en 2010 seulement 3,9 millions de tonnes de fret ont circulé. En revanche, un tel tonnage sera incompatible avec un cadencement des TER  entre Aix-les-Bains et Montmélian, pourtant indispensable aux 200 000 habitants de cette aire urbaine.[réf. nécessaire]
Les rampes de la voie existante, trop raides, nécessitent de multiplier le nombre de motrices et de couper les trains en deux, ce qui entraîne une perte de temps trop importante pour que le report modal de la route vers le rail soit adopté.[réf. nécessaire]
La capacité du Lyon–Turin Fret est de plus de 40 millions de tonnes. Ceci permettrait d'enlever plus de 5 000 camions par jour des vallées alpines.[réf. nécessaire]
- L'exemple suisse

Pour maîtriser le transit des poids lourds à travers les Alpes suisses, la Confédération s'est lancée dans la construction des NLFA, nouvelles lignes ferroviaires alpines. Plusieurs tunnels de base sont situés sur les deux NLFA, dont les plus importants sont le tunnel de base du Saint-Gothard, le plus long tunnel ferroviaire au monde avec 57,1 km, en service depuis 2016, et le tunnel de base du Lötschberg, long de 34,6 km, en service partiel depuis 2007.
Ceux-ci ont notamment pour but de limiter à 650 000 par an le nombre de camions sur les axes de transits alpins. Ils font partie des lignes ferroviaires de l'axe européen majeur Rotterdam - Bâle - Milan - Gênes.